# Veldtocht in Kameroen
De Veldtocht in Kameroen vond plaats in de Duitse kolonie Kameroen tijdens de Eerste Wereldoorlog, toen de Britse, Franse en Belgische troepen van augustus 1914 tot maart 1916 de Duitse kolonie binnenvielen. Het grootste deel van de veldtocht speelde zich af in Kameroen, maar er braken ook schermutselingen uit in Brits Nigeria. Tegen de lente van 1916, na verschillende geallieerde overwinningen, vluchtten de meeste Duitse troepen en de burgerlijke administratie naar de naburige neutrale kolonie Spaans Guinea. De veldtocht eindigde met een Duitse nederlaag en de opdeling van de voormalige kolonie tussen Frankrijk en Groot-Brittannië.

## Achtergrond
Duitsland had in 1884 tijdens de wedloop om Afrika een protectoraat over Kameroen gevestigd en breidde zijn controle uit tijdens de Bafut-oorlogen en de Adamawa-oorlogen. In 1911 cedeerde Frankrijk Neukamerun (Nieuw-Kameroen), een groot gebied ten oosten van Kameroen, aan Duitsland als onderdeel van de Vrede van Fez, de overeenkomst die de Agadircrisis beëindigde. In 1914 omvatte de Duitse kolonie Kameroen het volledige moderne Kameroen, evenals delen van Nigeria, Tsjaad, Gabon, de Republiek Congo en de Centraal-Afrikaanse Republiek. Kameroen was aan alle zijden omsingeld door Entente-gebied. Brits Nigeria lag in het noordwesten, Belgisch-Congo grensde aan de zuidoostzijde en Frans-Equatoriaal-Afrika lag in het oosten. De neutrale kolonie Spaans Guinea werd aan alle zijden omringd door Duits-Kameroen, behalve aan de kant die aan de zee grenst. In 1914, vlak voor het uitbreken van de Eerste Wereldoorlog, bleef Kameroen grotendeels onontgonnen en niet in kaart gebracht. In 1911-1912 werd de grens met de Franse koloniën Gabon, Midden-Congo, Ubangi-Shari en Tsjaad vastgesteld, en in 1913 werd de grens tussen de koloniën Nigeria en Kameroen bepaald.
De Duitse militaire macht die destijds in de kolonie gestationeerd was, bestond uit ongeveer 1.855 Schutztruppen (beschermingstroepen). Echter, na het uitbreken van de oorlog kon Duitsland een leger van ongeveer 6.000 man rekruteren. De geallieerde troepen in de omringende gebieden waren echter veel groter. Alleen Frans-Equatoriaal-Afrika kon vlak voor de oorlog tot 20.000 soldaten mobiliseren, terwijl Brits Nigeria in het westen een leger van 7.550 soldaten kon opstellen.

## Operaties

### Invasie in 1914
Bij het uitbreken van de oorlog in Europa begin augustus 1914 probeerde de Duitse koloniale administratie in Kameroen neutraliteit aan te bieden aan Britannië en Frankrijk, in overeenstemming met de artikelen 10 en 11 van de Berlijnse Akte van 1885. Dit werd echter door de geallieerden afgewezen. De Fransen waren er op gebrand het land, dat in 1911 door de Vrede van Fez aan Duitsland was afgestaan, terug te krijgen. De eerste geallieerde expedities in de kolonie begonnen op 6 augustus 1914 vanuit het oosten, uitgevoerd door Franse troepen uit Frans-Equatoriaal-Afrika onder Generaal Joseph Gaudérique Aymerich. Dit gebied bestond voornamelijk uit moerasland, was onontwikkeld, en werd aanvankelijk niet zwaar betwist door de Duitsers.
Tegen 25 augustus 1914 waren de Britse troepen in het huidige Nigeria vanuit drie verschillende punten Kameroen binnengevallen. Ze staken de kolonie binnen richting Mara in het uiterste noorden, richting Garoua in het centrum, en richting Nsanakang in het zuiden. De Britse troepen die naar Garoua opmarcheren onder bevel van Colonel MacLear kregen de opdracht door te stoten naar het Duitse grenspost bij Tepe, nabij Garoua. De eerste confrontatie tussen Britse en Duitse troepen vond plaats bij de Slag bij Tepe, die uiteindelijk resulteerde in de Duitse terugtrekking.
In het verre noorden probeerden de Britse troepen het Duitse fort bij Mora in te nemen, maar slaagden daar aanvankelijk niet in. Dit resulteerde in een langdurig beleg van de Duitse posities, dat zou duren tot het einde van de veldtocht. De Britse troepen in het zuiden die naar Nsanakang oprukten, werden verslagen en bijna volledig vernietigd door Duitse tegenaanvallen bij de Slag bij Nsanakong. MacLear duwde zijn troepen verder landinwaarts richting het Duitse bolwerk Garoua, maar werd teruggeslagen in de Eerste Slag bij Garoua op 31 augustus.

### Marineoperaties
In september 1914 hadden de Duitsers de Wouri-estuarium gemijnd en daar oorlogsschepen tot zinken gebracht om Douala, de grootste stad en het commerciële centrum van de kolonie, te beschermen. Britse en Franse marineschepen bombardeerden kustplaatsen en hadden tegen het einde van september de mijnen geruimd en amfibische landingen uitgevoerd om Douala te isoleren. Op 27 september gaf de stad zich over aan Brigadegeneraal Charles Macpherson Dobell, de commandant van de gecombineerde geallieerde strijdkrachten. De bezetting van de gehele kust volgde al snel, terwijl de Fransen meer van de gebieden in het zuidoosten veroverden tijdens een amfibische operatie bij de Slag bij Ukoko.

### Oorlog in 1915

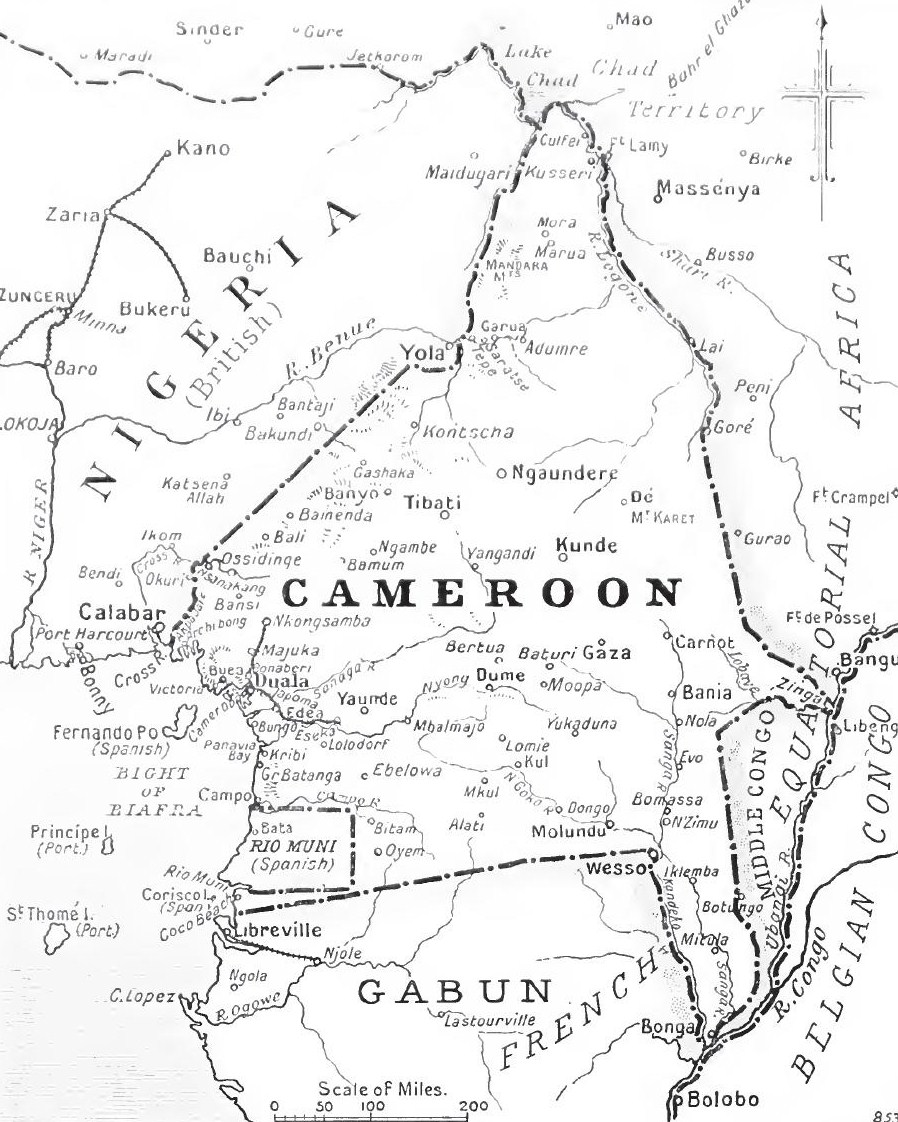
Duits-Kameroen (1914)

In 1915 hadden de meeste Duitse troepen, behalve degenen die zich nog verdedigden in de versterkte posities van Mora en Garoua, zich teruggetrokken naar het bergachtige binnenland van de kolonie rond de nieuwe hoofdstad Yaoundé. In de lente van dat jaar waren de Duitse troepen nog steeds in staat om geallieerde aanvallen significant te vertragen of af te slaan. Een Duitse eenheid onder het bevel van Kapitein von Crailsheim uit Garoua ging zelfs in de aanval, waarbij zij de Britten aanvielen tijdens een mislukte raid in Nigeria bij de Slag bij Gurin. Deze verrassend gedurfde inval in Brits gebied bracht Generaal Frederick Hugh Cunliffe ertoe om een nieuwe poging te doen om de Duitse forten bij Garoua in te nemen tijdens de Tweede Slag bij Garoua in juni, wat resulteerde in een Britse overwinning. Deze actie bevrijdde de geallieerde eenheden in noordelijk Kameroen om verder het binnenland van de kolonie in te trekken. Deze opmars leidde tot de geallieerde overwinning bij de Slag bij Ngaundere op 29 juni. Cunliffe's opmars naar het zuiden richting Yaoundé werd echter gestopt door hevige regenval, en zijn troepen namen in plaats daarvan deel aan het voortdurende Beleg van Mora.
Toen het weer verbeterde, trokken de Britse troepen onder Cunliffe verder naar het zuiden, veroverden een Duits fort bij de Slag bij Banjo in november en bezetten tegen het einde van het jaar verschillende andere steden. Tegen december stonden de troepen van Cunliffe en Dobell in contact en waren ze klaar om een aanval op Yaoundé uit te voeren. In datzelfde jaar was het grootste deel van Neukamerun bezet door Belgische en Franse troepen, die ook begonnen met de voorbereidingen voor een aanval op Yaoundé.

### Overgave in 1916
Begin 1916 kwam de Duitse commandant Carl Zimmermann tot de conclusie dat de veldslag verloren was. Met de geallieerde troepen die van alle kanten op Yaoundé aandrongen en de Duitse weerstand die aan het verzwakken was, beval hij dat alle resterende Duitse eenheden en burgers zich zouden terugtrekken naar de neutrale Spaanse kolonie Río Muni. Tegen half februari van dat jaar gaf de laatste Duitse garnizoenspost in Mora zich over, waarmee het Beleg van Mora werd beëindigd. Duitse soldaten en burgers die naar Spaans-Guinea waren ontsnapt, werden vriendelijk behandeld door de Spanjaarden, die slechts 180 militiemensen in Río Muni hadden en niet in staat waren hen gedwongen op te sluiten. De meeste inheemse Kameroeners bleven in Muni, maar de Duitsers verhuisden uiteindelijk naar Bioko. Sommigen werden door Spanje naar neutraal Nederland vervoerd (vanwaar ze naar huis konden reizen) voordat de oorlog eindigde. Veel Kameroeners, waaronder het stamhoofd van het Beti-volk, verhuisden naar Madrid, waar ze als bezoekende adel leefden op Duitse fondsen.

## Gruweldaden
De Duitse troepen voerden een beleid van de verschroeide aarde uit tegen het inheemse Duala-volk om een vermeende "volksoorlog" te onderdrukken. Duala-vrouwen werden het slachtoffer van seksuele geweldpleging door de Duitse troepen. Er werden talrijke moorden gepleegd door de Duitsers, onder andere in Jabassi, waar een Duitse commandant volgens berichten het bevel gaf om "elke inheemse persoon die ze zagen te doden.

## Nasleep
In februari 1916, voordat de veldslag eindigde, kwamen Britannië en Frankrijk overeen om Kameroen te verdelen langs de Picot Provisional Partition Line. Dit resulteerde erin dat Britannië ongeveer een vijfde van de kolonie verkreeg, gelegen aan de Nigerianen grens. Frankrijk kreeg Douala en het grootste deel van het centrale plateau, wat bestond uit het merendeel van het voormalige Duitse grondgebied. De verdeling werd geaccepteerd tijdens de Vredesconferentie van Parijs, en de voormalige Duitse kolonie werd via het Verdrag van Versailles de Volkenbond-mandaten van Frans-Kameroen en Brits-Kameroen.

In hun regio voerden de Fransen een assimilationistisch beleid in, waarbij Duitse literatuur werd verboden en een uitgebreide inspanning werd geleverd om Franse opvoeding onder de bevolking te bevorderen. Daarentegen hanteerden de Britse een systeem van indirect bestuur, waarbij ze zwaar vertrouwden op lokale Duitse landeigenaren en plantagebeheerders, die een diepgaande kennis van het land hadden.